# Atractodes gilvipes
Atractodes gilvipes là một loài tò vò trong họ Ichneumonidae.